# Gnoma uniformis
Gnoma uniformis är en skalbaggsart som beskrevs av Dillon 1951. Gnoma uniformis ingår i släktet Gnoma och familjen långhorningar. Inga underarter finns listade i Catalogue of Life.